# Bataille de l'Éclipse
Pour les articles homonymes, voir Bataille de l'Halys.
 (janvier 2016).
Guerre des cinq ans des Mèdes contre les Lydiens
La bataille de l'Éclipse, aussi connue sous le nom de bataille de l'Halys, opposa les Mèdes et les Lydiens le 28 mai -585  sur les rives du fleuve Halys (de nos jours en Turquie). Cette bataille clôt la guerre qui opposa durant cinq ans Alyatte II de Lydie et Cyaxare, roi des Mèdes. Le combat s'arrêta en raison d'une éclipse totale de Soleil. Cette éclipse fut perçue comme un présage indiquant que les dieux exigeaient la fin du combat.

## Causes
La guerre entre les Lydiens et les Mèdes serait due à leurs intérêts contradictoires en Anatolie. Hérodote, dans ses Histoires, affirme cependant que des chasseurs scythes employés par les Mèdes et revenant bredouilles furent insultés par Cyaxare. Pour se venger, les chasseurs tuèrent un des fils de Cyaxare et le servirent en repas aux Mèdes. Les chasseurs s'enfuirent ensuite vers Sardes, capitale des Lydiens. Cyaxare exigea que les Scythes lui soient remis, mais Alyatte II refusa. Les Mèdes envahirent alors le territoire des Lydiens.

## L'éclipse
D'après Hérodote (I, 74) : « Lors de la sixième année, une bataille eut lieu, lors de laquelle, après que le combat eut commencé, le jour devint soudain la nuit. Et ce changement dans le jour, Thalès en avait prévenu les Ioniens. Les Lydiens et les Mèdes cependant, quand ils virent que le jour s'était transformé en nuit, cessèrent de combattre et furent résolus à faire la paix. »
Les dates des éclipses pouvant être précisément calculées, la bataille de l'Éclipse fournit la plus ancienne date connue avec une telle précision. D'après la NASA, le pic de l'éclipse était situé sur l’océan Atlantique par 37° 54′ N, 46° 12′ O et la zone d'ombre atteint le sud-ouest anatolien dans la soirée. La rivière Halys est située dans la marge d'erreur de delta T. La carte globale de cette éclipse est disponible sur internet, et même plus en détail ici.

## Conséquences
Un accord de paix fut conclu. Une des clauses de l'accord prévoyait qu'Aryenis (en), fille d'Alyatt II, épouse Astyage, fils de Cyaxare. Il se pourrait également que l'accord prévît que le Halys devienne la frontière entre les deux royaumes[réf. nécessaire].